# 2497 Kulikovskij
2497 Kulikovskij este un asteroid din centura principală, descoperit pe 14 august 1977 de Nikolai Cernîh.